# Koszula Ducha

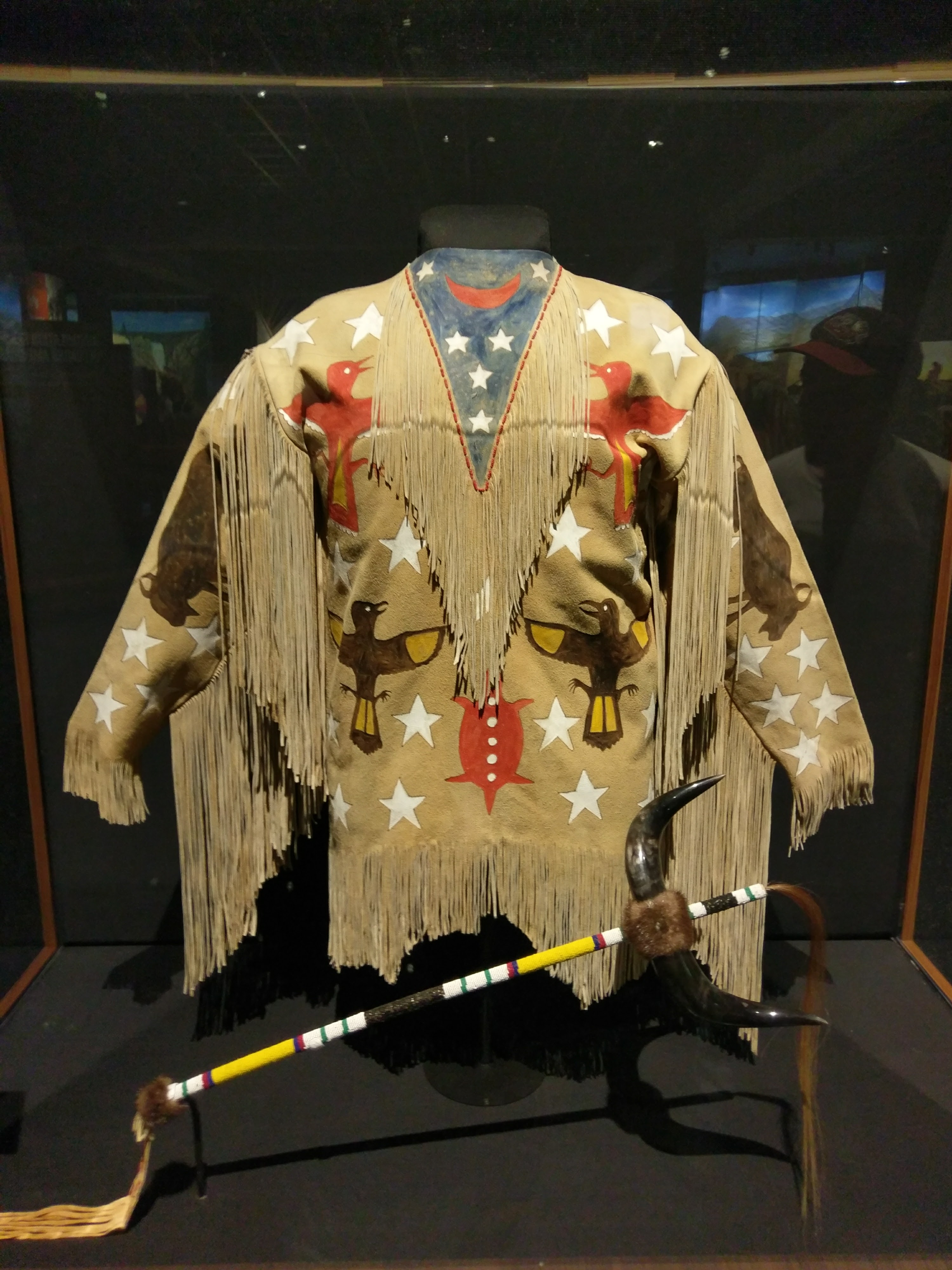
Koszula Ducha, ok 1890

Koszula Ducha – koszula noszona przez plemię Siuksów, która miała mieć duchową moc. W użyciu od czerwca 1890 roku. Chociaż koszula była związana z tańcem Duchów, to sam Wovoka nigdy nie głosił tezy o magicznych właściwościach koszul.   
Ubierali ją zarówno mężczyźni, jak i kobiety. Była najczęściej wykonana ze skóry jelenia, lub, w przypadku braku dostępności skór, z malowanego materiału. Wierzono, że koszula odpędza kule. Wierzący Siuksowie zaprzestali noszenia ozdób z metalu, ponieważ ten pochodził od białego człowieka. 
W środowisku akademickim istnieje debata na temat wpływu mormonizmu na wierzenia Indian pod koniec XIX wieku, a co za tym idzie - na wpływ stoju świątynnego na koszulę Ducha. Wpływ ten, jeśli istniał, mógł być peryferyjny, a nie centralny, zarówno dla systemu wierzeń jak i samego stroju. 
Koszula Ducha pojawia się w kulturze popularnej; na przykład, we współczesnym westernie Americana z 2023 roku, fabuła dotyczy skradzionej koszuli Ducha.